# Michael Ratzon

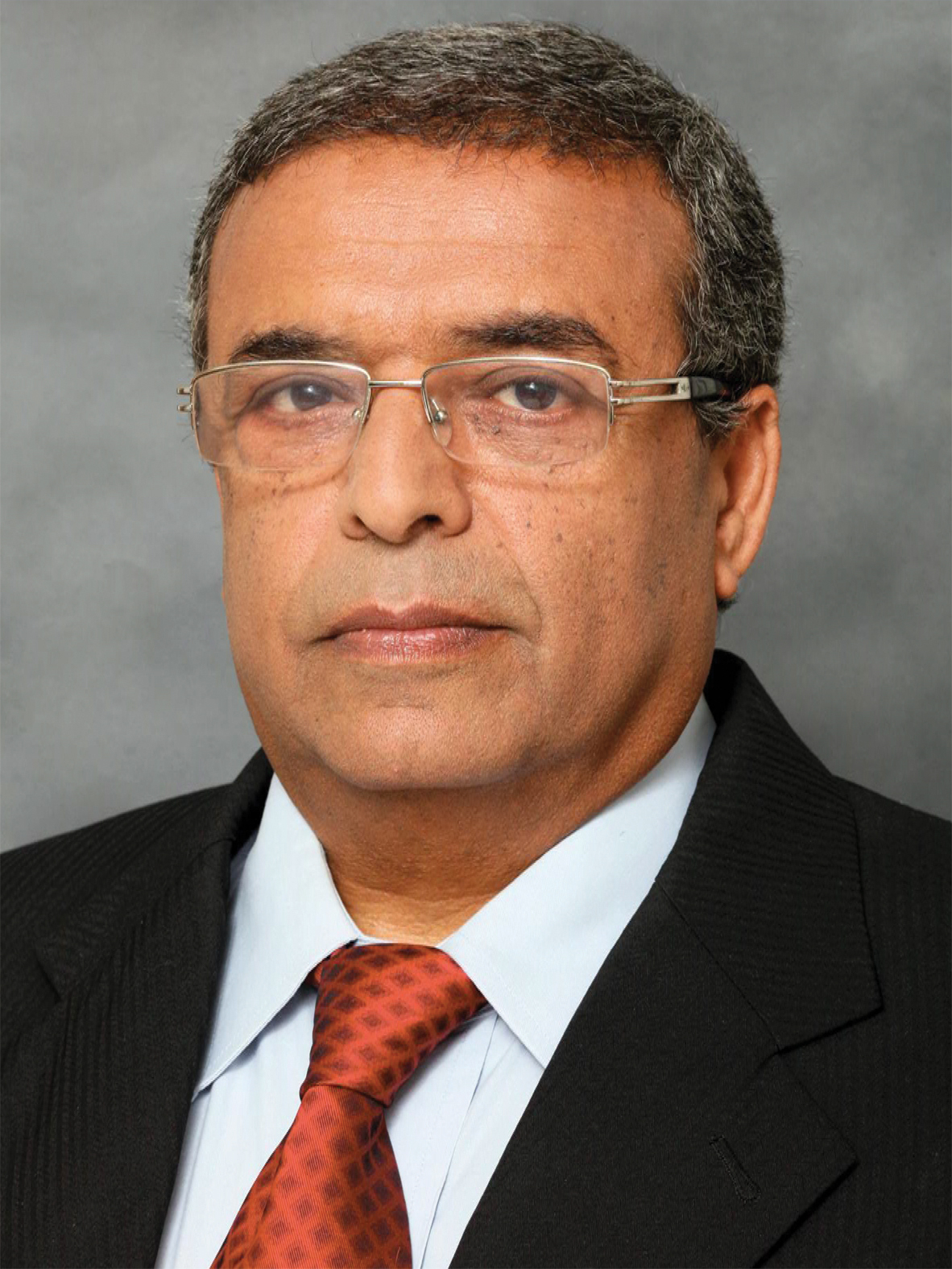
Michael Ratzon (2014)

Michael Ratzon (hebräisch מיכאל רצון; * 21. September 1952 in Petah Tikva, Israel) ist ein israelischer Politiker.

## Biografie
Ratzon erwarb einen Abschluss als Bachelor of Laws und anschließend einer Master in Rechtswissenschaften an der Bar-Ilan University sowie arbeitete nach seinem Studium als Anwalt. Er heiratete Dr. Navah Ratzon, mit der er fünf Kinder hat: Eschbal, Reʾem, Oded, Anva und Ofri.
1992 wurde er vom Likud-Block als Kandidat auf dem 35. Platz für den Knesset aufgestellt, da dieser aber nur 32 Sitze bekam, verfehlte er den Einzug in das Parlament. 1996 rückte er aber als Nachfolger für den verstorbenen Ariel Weinstein in den Knesset nach. Drei Monate später verlor Ratzon bei den Wahlen 1996 seinen Sitz wieder. Bei den Wahlen im Jahre 2003 gewann die Partei 38 Sitze. Da Ratzon auf Platz 20 der Likud-Liste stand, erhielt Ratzon auch einen Sitz in der Knesset.
Ratzon war in der 16. Legislaturperiode bzw. 30. Regierung von 5. März 2003 bis zum 28. Oktober 2004 stellvertretender Minister für Wirtschaft und Handel.